# Attu, Pargas
Attu är en av de större öarna i Pargas, mellan Stormaran och Pemarfjärden. Den yttre skärgården med Gullkrona fjärd börjar något söder om Pargas port vid Jermo, som numera är fastvuxen med södra Attu. Avståndet till centrum är ungefär 15 km, med ett färjpass.
I slutet av 1990-talet byggdes en bro mellan Attu och Mielisholm, men för att komma till stadens centrum måste man ta en färja från Mielisholm till Våno på Stortervolandet. Gästhamnen vid Pargas port ligger på Jermo västra udde, på gränsen mellan inner- och ytterskärgård. Attus södra del heter Jermo. Söder om Pargas port har Gullkrona Kryssarklubb sin "Porthamn" som inte är öppen för allmänheten. 

## Sevärdheter
En cykelrutt leder ut till Pargas port. På ön finns några övergivna malmgruvor och flyttblock från istiden. På Jermo finns jättegrytor. Innanför Själagrunden vid Boda finns en rastplats för fåglar. Från sydöstra Jermo är utsikten fin mot öppnare skärgård.